# Ronde van Lleida
De Ronde van Lleida (Catalaans: Volta Ciclista Internacional a Lleida) is een meerdaagse wielerwedstrijd die wordt gehouden in de Catalaanse provincie Lleida in Spanje. De wielerkoers viel tussen 2005 en 2008 onder categorie 2.2. van de UCI.
Tussen 2009 en 2013 werd de wedstrijd niet verreden. Sinds 2014 staat de wedstrijd op de nationale Spaanse kalender.

## Lijst van winnaars

### Meervoudige winnaars
| Overwinningen | Renner          | Land   | Jaren      |
| ------------- | --------------- | ------ | ---------- |
| 2             | Baltasar Tarrós | Spanje | 1942, 1943 |
| 2             | Joan Calucho    | Spanje | 1945, 1948 |

### Overwinningen per land
| Overwinningen | Land                                          |
| ------------- | --------------------------------------------- |
| 43            | Spanje                                        |
| 4             | Rusland                                       |
| 2             | België, Verenigd Koninkrijk, Nederland        |
| 1             | Costa Rica, Duitsland, Frankrijk, Wit-Rusland |